# Río Santa Rosa
El Santa Rosa es un río brasileño del estado de Río Grande do Sul. Integrante de la Cuenca del Plata, nace en el municipio de Catuípe y desemboca en el río Uruguay, al norte de la ciudad de Porto Mauá. Su principal afluente es el arroyo Cascavel.
- Datos: Q3432639